# 이하석
이하석(李河石, 1948년 7월 20일 ~ )은 대한민국의 시인이다. 1971년, 현대시학 시 추천으로 등단하였다.
1948년 경북 고령에서 태어났다. 경북대학교 사회학과를 중퇴하였다.

## 시집
- ≪투명한 속≫(문학과지성사, 1980)
- ≪김씨의 옆얼굴≫(문학과지성사, 1984)
- ≪우리 낯선 사람들≫(세계사, 1990)
- ≪측백나무 울타리≫(문학과지성사, 1992)
- ≪금요일엔 먼데를 본다≫(문학과지성사, 1996)
- ≪녹≫(세계사, 2000)
- ≪고령을 그리다≫(만인사, 2002)
- ≪것들≫(문학과지성사, 2006)
- ≪상응≫(서정시학, 2011)

## 시선집
- ≪유리 속의 폭풍≫(문학사상사, 1987)
- ≪비밀≫(미래사, 1991)
- ≪고추잠자리≫(문학과지성사, 1997)

## 산문집
- ≪삼국유사의 현장기행≫(문예산책, 1995)
- * 어른을 위한 동화 ≪꽃의 이름을 묻다≫(문학동네, 1998)
- ≪늪을 헤매는 거대한 수레≫(세계사, 2005)
- ≪우울과 광휘≫(문예미학사, 2007)

## 수상
- 1988년 대구문학상
- 1990년 김수영문학상
- 1991년 도천문학상
- 1993년 김달진문학상
- 2002년 대구시 문화상
- 2003년 문화관광부 문화의 날 공로상